# 1537 w literaturze
Wydarzenia literackie w 1537 roku.

## Urodzili się
- Thomas Preston, poeta angielski

## Zmarli
- Andrzej Krzycki, polski poeta (ur. 1482)